# Эбендёрфель

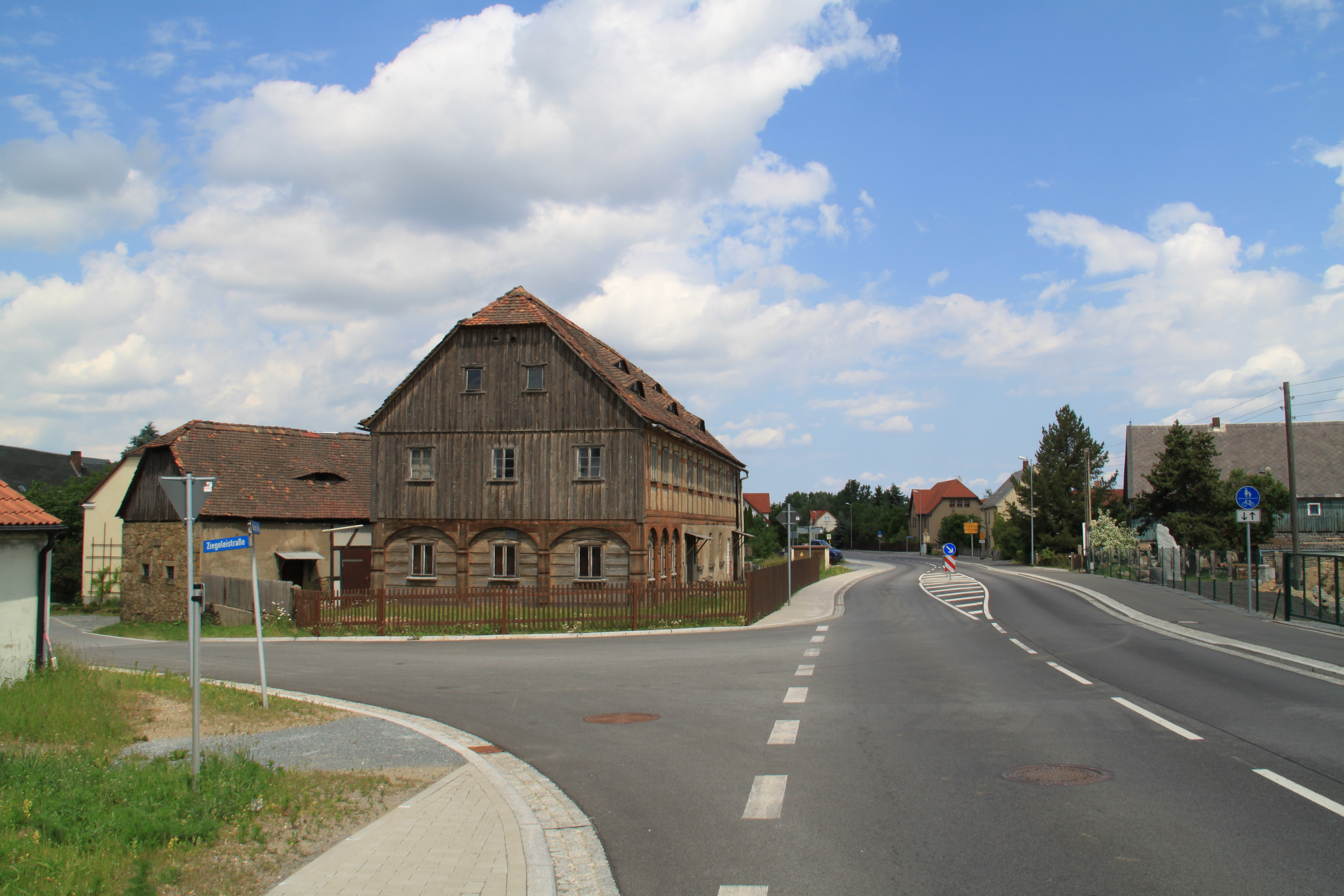

Эбендёрфель или Бе́льшецы (нем. Ebendörfel; в.-луж. Bělšecy) — деревня в Верхней Лужице, Германия. Входит в состав коммуны Гроспоствиц района Баутцен в земле Саксония. Подчиняется административному округу Дрезден.

## География
Располагается на северо-западном склоне холма Тромберг (Любин) примерно в четырёх километрах от Будишина. Через деревню проходит автомобильная дорога 96. Разделяется на старую и на новую часть, построенную в 1900 году. Новая часть располагается на 30 метров выше старой и связана с соседней деревней Рашов.
Соседние населённые пункты: на cевере — деревня Оберкайна (Горня-Кина, сегодня входит в городские границы Будишина), на юге — деревня Раша и на северо-западе — деревня Дженикецы.

## История
Впервые упоминается в 1365 году под наименованием Belczewicz.
С 1950 года входит в современную коммуну Гроспоствиц.
В настоящее время деревня входит в состав культурно-территориальной автономии «Лужицкая поселенческая область», на территории которой действуют законодательные акты земель Саксонии и Бранденбурга, содействующие сохранению лужицких языков и культуры лужичан.
Исторические немецкие наименования.
- Belczewicz, Belcschewicz, 1365
- Belczewicz, 1400
- Belschwitz, 1419
- Belschwitz, 1503
- Ebendörffel, 1732
- Bellschwitz, auch Ebendörfel genennet, 1791
- Bellschwitz (Ebendörfel), 1836

## Население
Официальным языком в населённом пункте, помимо немецкого, является также верхнелужицкий язык.
Согласно статистическому сочинению «Dodawki k statisticy a etnografiji łužickich Serbow» Арношта Муки в 1884 году в деревне проживало 226 человек (из них — 210 серболужичан (93 %)).
| 1834 | 1871 | 1890 | 1910 | 1925 | 1939 | 1946 |
| ---- | ---- | ---- | ---- | ---- | ---- | ---- |
| 180  | 204  | 265  | 341  | 368  | 396  | 414  |

## Достопримечательности
Памятники культуры и истории земли Саксония
- Военный мемориал павшим в Первой мировой войне, Denkmalstraße, 1918 (№ 09250214).
- Придорожное распятие, около дома 57 по ул. Bautzener Straße, 1865 (№ 09250219).
- Гостиный дом, Bautzener Straße 57, 1824 год (№ 09250216).
- Жилой дом, Bautzener Straße 61, 1846 год (№ 09250218).
- Жилой дом, Bautzener Straße 63, первая половина 19 века (№ 09251402).
- Жилой дом, Bautzener Straße 76, 1850 год (№ 09250220).
- Жилой дом, Bautzener Straße 82, 1783 год (№ 09250221).
- Жилой дом, Ziegeleistraße 5, 19 век (№ 09251343).
- Жилой дом, Ziegeleistraße 6, 1832 год (№ 09250217).
- Хозяйственные постройки, Ziegeleistraße 7, 18 век (№ 09252750).

Галерея

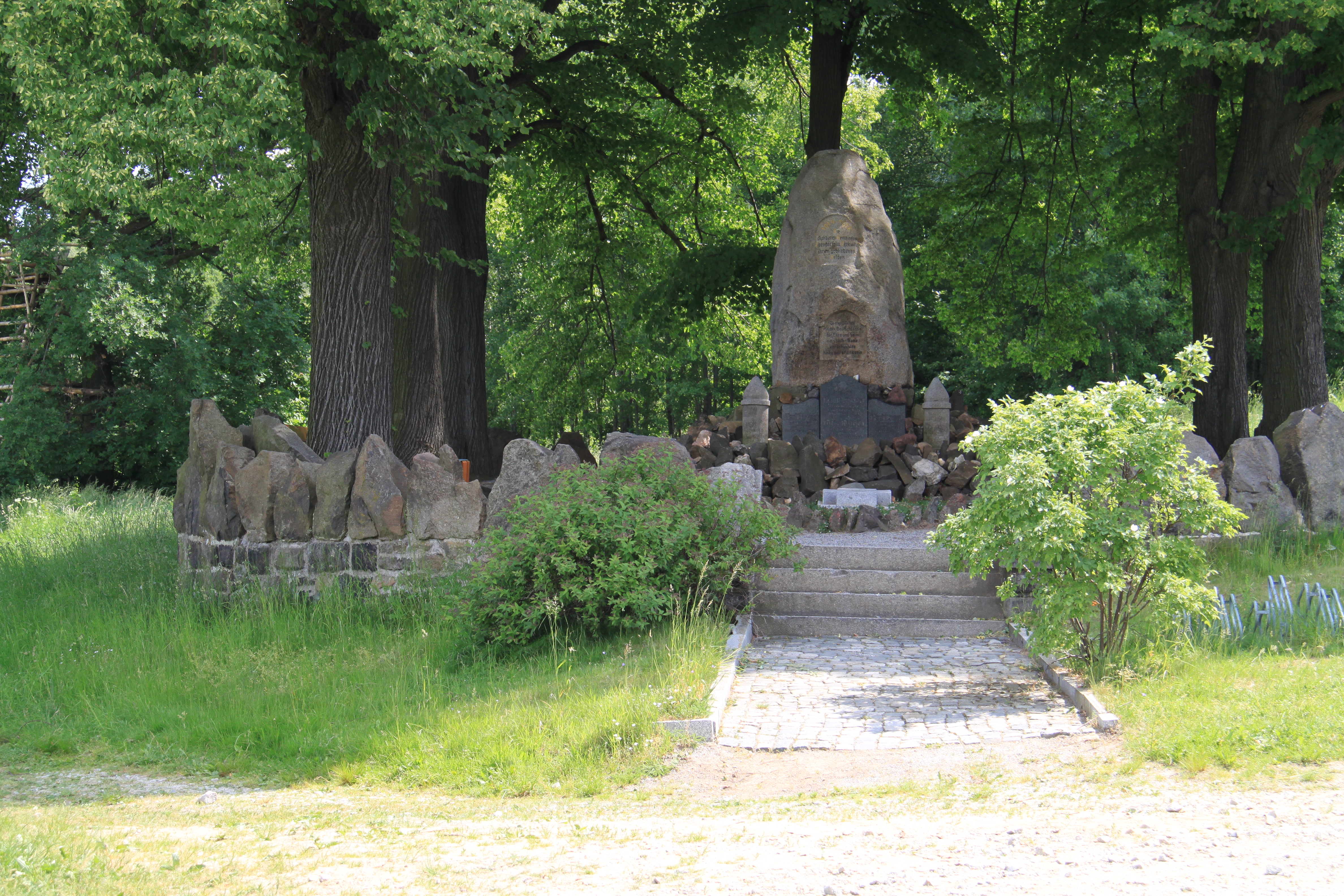
Военный мемориал павшим в Первой мировой войне
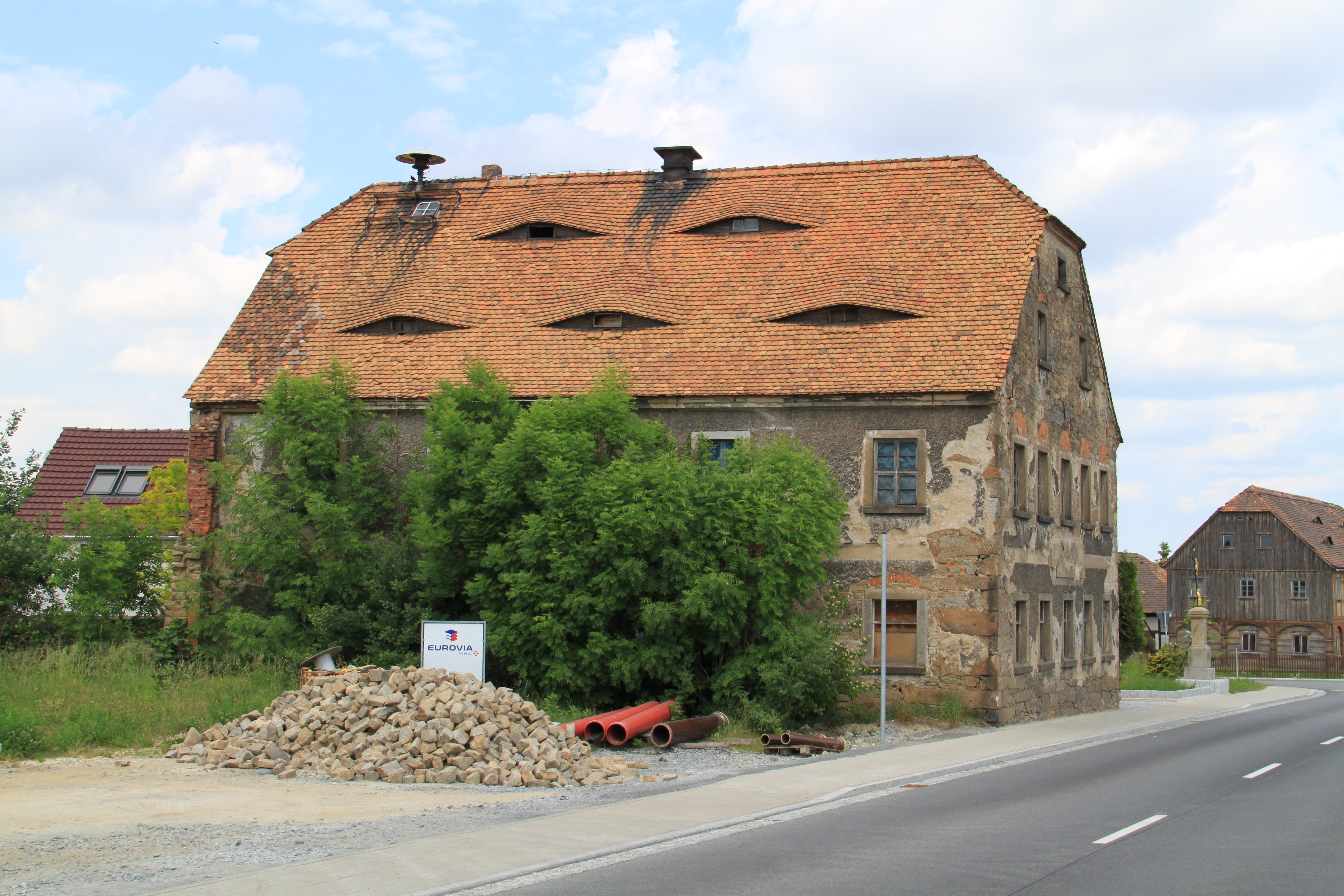
Гостиный дом, Bautzener Straße 57
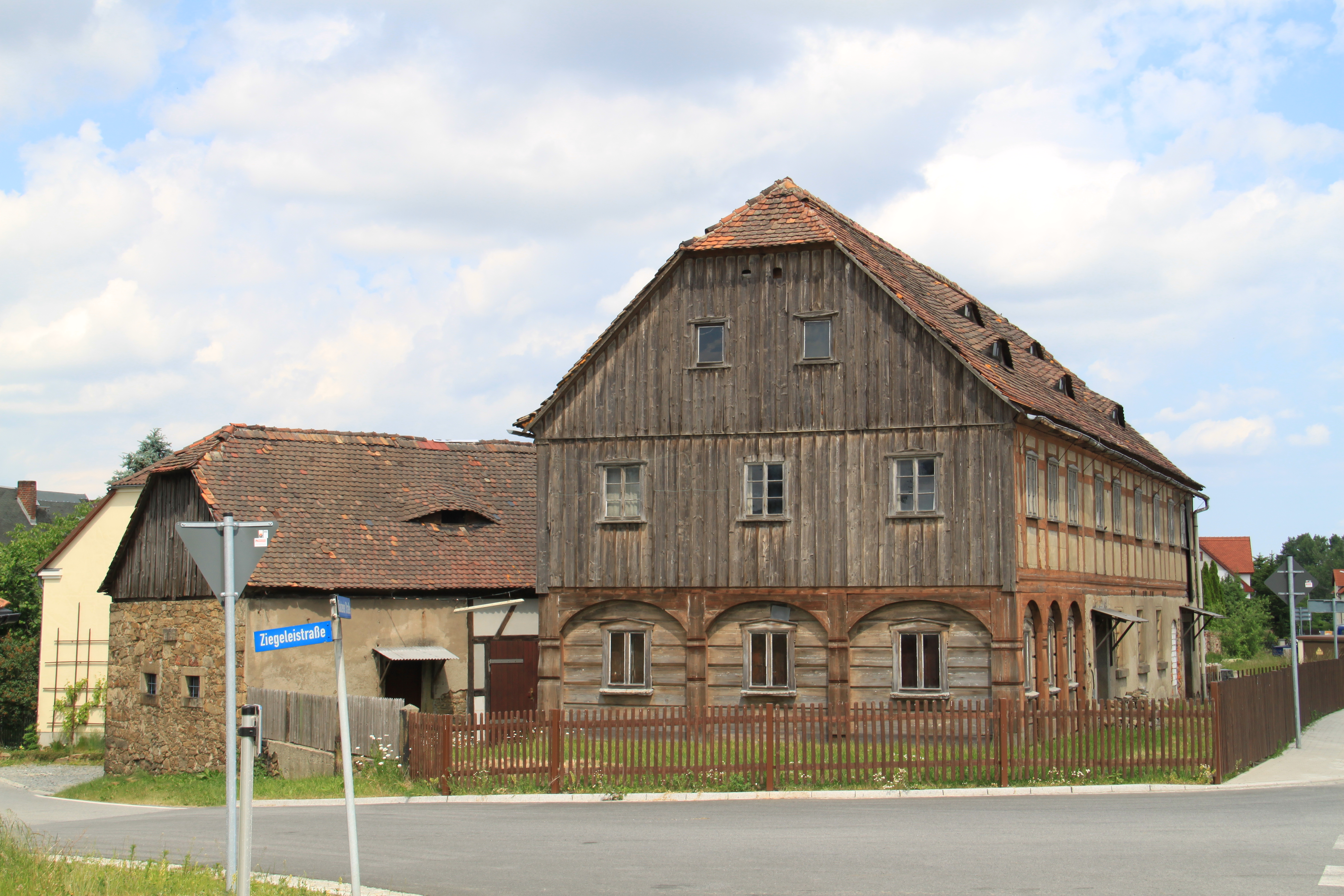
Жилой дом, Bautzener Straße 61
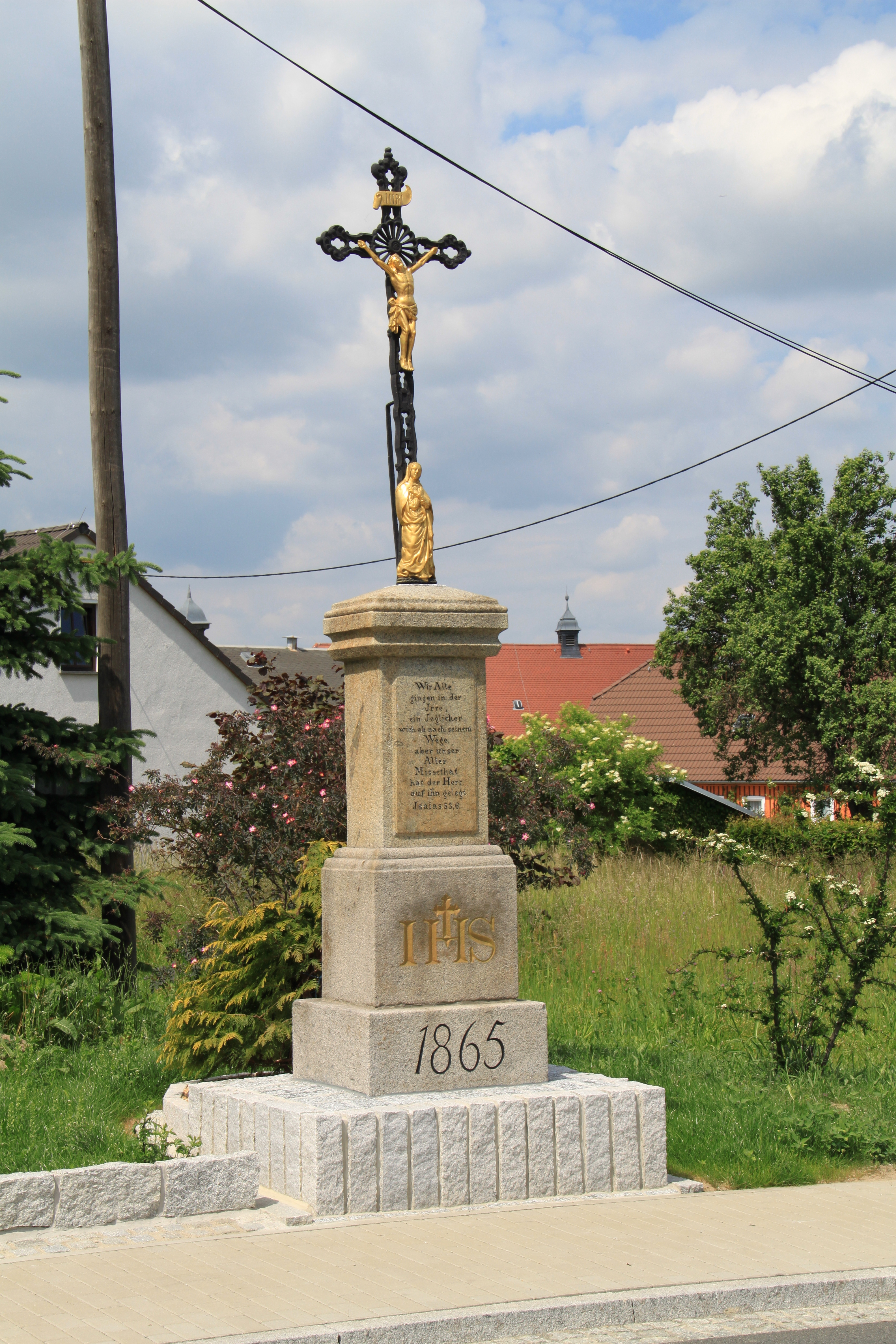
Придорожное распятие

## Известные жители и уроженцы
- Михал Росток (1821—1893) — серболужицкий педагог и натуралист